# The Massacre
The Massacre är 50 Cents andra studioalbum. Det släpptes den 3 mars 2005. Albumet nådde första plats på Billboard 200 och UK Albums Chart 2005.

## Låtlista
| Nr | Titel                                          | Producent(er)                      | Gästartist(er)                                | Tid  |
| -- | ---------------------------------------------- | ---------------------------------- | --------------------------------------------- | ---- |
| 1  | "Intro"                                        | Eminem                             | Lindsay Collins                               | 0:41 |
| 2  | "In My Hood"                                   | Dangerous LLC, Eminem & Luis Resto |                                               | 3:51 |
| 3  | "This Is 50"                                   | Black Jeruz & Sha Money XL         |                                               | 3:04 |
| 4  | "I'm Supposed To Die Tonight"                  | Eminem, Luis Resto                 |                                               | 3:51 |
| 5  | "Piggy Bank"                                   | Needlz                             | Traci Nelson & Barbara Wilson                 | 4:15 |
| 6  | "Gatman and Robbin"                            | Eminem, Jeff & Mark Bass           | Eminem                                        | 3:47 |
| 7  | "Candy Shop"                                   | Scott Storch                       | Olivia                                        | 3:29 |
| 8  | "Outta Control"                                | Dr. Dre & Mike Elizondo            |                                               | 3:22 |
| 9  | "Get In My Car"                                | Hi-Tek                             |                                               | 4:06 |
| 10 | "Ski Mask Way"                                 | Disco D, Eminem & Luis Resto       |                                               | 3:06 |
| 11 | "A Baltimore Love Thing"                       | Cue Beats                          |                                               | 4:18 |
| 12 | "Ryder Music"                                  | Hi-Tek                             | Dion, Ruben Cruz & Conesha                    | 3:52 |
| 13 | "Disco Inferno"                                | Dangerous LLC                      |                                               | 3:34 |
| 14 | "Just a Lil Bit"                               | Scott Storch, Mike Elizondo        |                                               | 3:58 |
| 15 | "Gunz Come Out"                                | Dr. Dre & Mike Elizondo            |                                               | 4:25 |
| 16 | "My Toy Soldier"                               | Eminem, Luis Resto                 | Tony Yayo                                     | 3:44 |
| 17 | "Position of Power"                            | J. R. Rotem                        |                                               | 3:12 |
| 18 | "Build You Up"                                 | Scott Storch                       | Jamie Foxx                                    | 2:55 |
| 19 | "God Gave Me Style"                            | Needlz                             |                                               | 3:02 |
| 20 | "So Amazing"                                   | J. R. Rotem                        | Olivia                                        | 3:17 |
| 21 | "I Don't Need 'Em"                             | Buckwild                           |                                               | 3:21 |
| 22 | "Hate It or Love It (G-Unit Remix)" (bonuslåt) | Cool & Dre                         | The Game, Tony Yayo, Young Buck & Lloyd Banks | 4:24 |
| 23 | "Outta Control (Remix)"                        | Dr. Dre & Mike Elizondo            | Mobb Deep                                     | 4:08 |

## Listpositioner
| År   | Lista             | Position |
| ---- | ----------------- | -------- |
| 2005 | Billboard 200     | 1        |
| 2005 | UK Albums Chart   | 1        |
| 2005 | Sverigetopplistan | 10       |